# 2010 RN64
2010 RN64, também escrito como 2010 RN64, é um objeto transnetuniano que está localizado no Cinturão de Kuiper, uma região do Sistema Solar. Ele possui uma magnitude absoluta de 5,6 e tem um diâmetro estimado de cerca de 334 km. O astrônomo Mike Brown lista este corpo celeste em sua página na internet como um candidato a possível planeta anão.

## Descoberta
2010 RN64 foi descoberto no dia 10 de setembro de 2010 pelos astrônomos D. L. Rabinowitz, M. Schwamb e S. Tourtellotte. Kleyna.

## Órbita
A órbita de 2010 RN64 tem uma excentricidade de 0,085 e possui um semieixo maior de 40,748 UA. O seu periélio leva o mesmo a uma distância de 37,279 UA em relação ao Sol e seu afélio a 44,217 UA.